# Radoszki (stacja kolejowa)
Radoszki – stacja kolejowa w Radoszkach, w gminie Bartniczka, w powiecie brodnickim, w województwie kujawsko-pomorskim.